# Motion of Mercy
Motion of Mercy è un singolo della cantante di musica cristiana contemporanea statunitense Francesca Battistelli, pubblicato nel 2011 dall'etichetta discografica Fervent Records. Il brano è incluso nel terzo album dell'artista, intitolato Hundred More Years.
Ha raggiunto la ventiduesima posizione della classifica di musica cristiana statunitense.

## Classifiche
| Classifica (2011)                  | Posizione massima |
| ---------------------------------- | ----------------- |
| U.S. Billboard Hot Christian Songs | 22                |